# Liste der Kardinalskreierungen Silvesters II.
Papst Silvester II. (999–1003) kreierte in den vier Jahren seines Pontifikates 3 Kardinäle.

## Konsistorien

### 1000
- Johannes Fasanus, Kardinalpriester von S. Pietro (in Vincoli?), zuletzt (seit 1003) Papst Johannes XVIII., † 1009

### 1001
- Theophylakt II. von Tusculum, Kardinalbischof von Porto, zuletzt (seit 1012) Papst Benedikt VIII., † 1024
- Friedrich, Erzbischof von Ravenna, † 1004